# FC Nordstern 1896 München
FC Nordstern 1896 München was een Duitse voetbalclub uit de Beierse hoofdstad München. De club was in 1900 een van de stichtende clubs van de Duitse voetbalbond.

## Geschiedenis
De club werd in 1896 opgericht door een groep studenten. Ongeveer gelijktijdig werd Terra Pila opgericht, het later 1. Münchner FC 1896. Op het briefpapier van Nordstern stond Aeltester Fussball-Club Münchens, maar ook Münchner FC 1896 beroept er zich op de oudste club van de stad te zijn. Het is niet meer te achterhalen welke van de twee clubs gelijk had. De enige uitslag die bewaard gebleven is is een zwaar 0:15 verlies tegen het pas opgericht FC Bayern München op 15 april 1900. In februari 1902 werd Nordstern opgeheven.